# Bassevelle
Bassevelle est une commune française située dans la communauté de communes du Pays fertois, au nord-est de Seine-et-Marne dans l'arrondissement de Meaux et en région Île-de-France. Elle fait partie de l'aire urbaine de Paris.
Au dernier recensement de 2022, la commune comptait 385 habitants.
Connue pour ses célèbres fêtes de la Moisson autrefois organisées entre 2002 et 2008 attirant des milliers de personnes l'espace d'un week-end, la commune a su entretenir et maintenir son côté rural tout en poursuivant un développement raisonnable.

## Géographie

### Localisation
La commune est située à environ 13,7 kilomètres à l’est  de La Ferté-sous-Jouarre.

### Communes limitrophes
|                | Pavant (Aisne) | Nogent-l'Artaud (Aisne) |
| Bussières      | Bassevelle     | Hondevilliers           |
| Orly-sur-Morin | Boitron        | Sablonnières            |

### Géologie et relief
La commune est située sur un plateau briard aux frontières limitrophes de l'Aisne au nord, de la Marne à l'est ; son altitude varie entre 104 et 206 mètres.

### Hydrographie

#### Réseau hydrographique

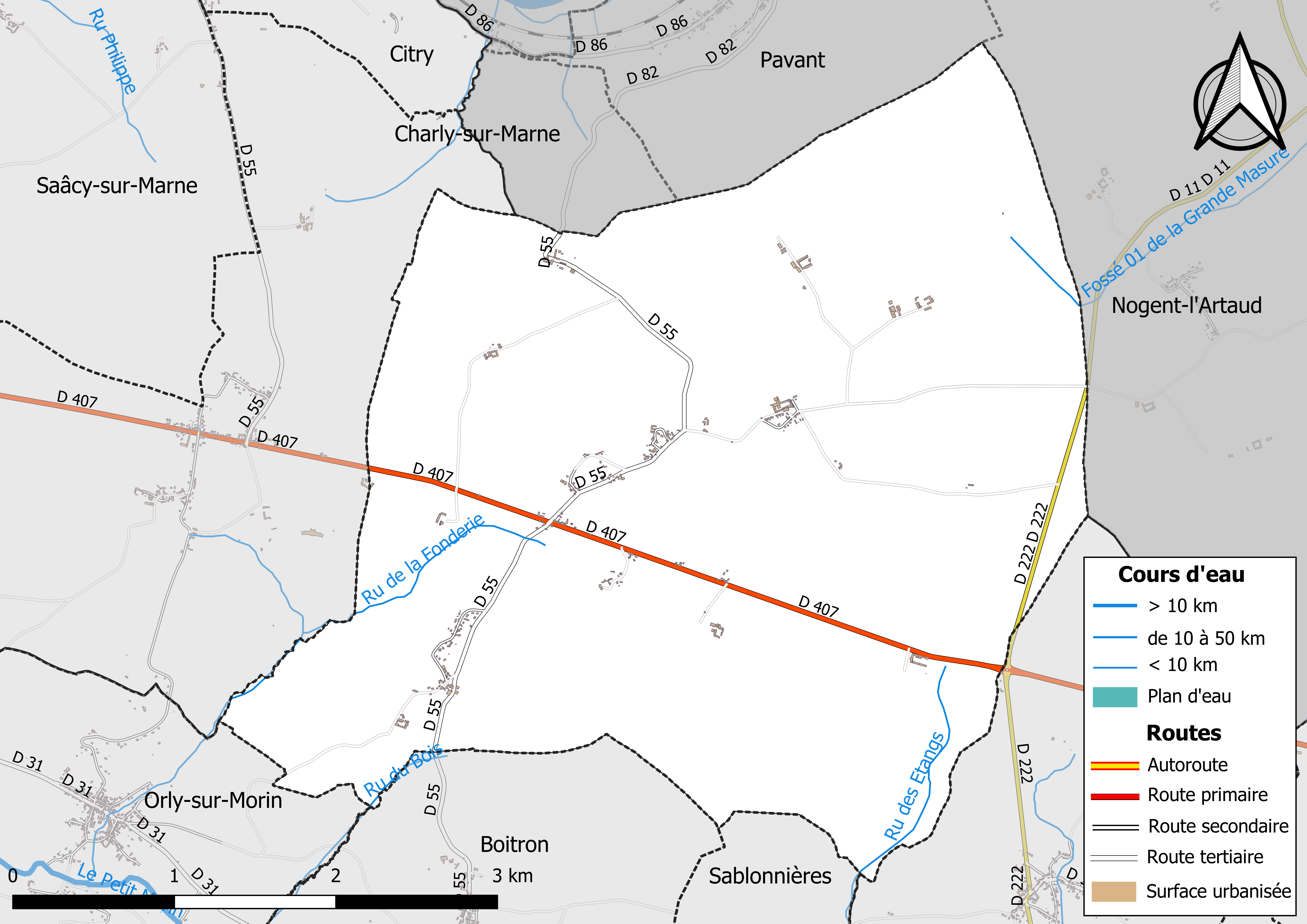
Carte des réseaux hydrographique et routier de Bassevelle.

La commune est située  entre les rivières de la Marne au nord et du Petit Morin au sud-ouest. Son réseau hydrographique se compose de quatre cours d'eau référencés :
- le ru de la Fonderie[2], qui conflue avec le Petit Morin ;
- le ru du Bois, 2 km[3], affluent du Petit Morin ;
- le ru des Étangs, 3,1 km[4], qui conflue avec le ru d'Avaleau ;
- le fossé 01 de la Grande Masure[5].

La longueur totale des cours d'eau sur la commune est de 4,29 km.

#### Gestion des cours d'eau
Afin d’atteindre le bon état des eaux imposé par la Directive-cadre sur l'eau du 23 octobre 2000, plusieurs outils de gestion intégrée s’articulent à différentes échelles : le SDAGE, à l’échelle du bassin hydrographique, et le SAGE, à l’échelle locale. Ce dernier fixe les objectifs généraux d’utilisation, de mise en valeur et de protection quantitative et qualitative des ressources en eau superficielle et souterraine. Le département de Seine-et-Marne est couvert par six SAGE, au sein du bassin Seine-Normandie.
La commune fait partie du SAGE « Petit et Grand Morin », approuvé le 21 octobre 2016. Le territoire de ce SAGE comprend les bassins du Petit Morin (630 km2) et du Grand Morin (1 185 km2). Le pilotage et l’animation du SAGE sont assurés par le syndicat Mixte d'Aménagement et de Gestion des Eaux (SMAGE) des 2 Morin, qualifié de « structure porteuse ».

### Climat
Pour des articles plus généraux, voir Climat de l'Île-de-France et Climat de Seine-et-Marne.
En 2010, le climat de la commune est de type climat océanique dégradé des plaines du Centre et du Nord, selon une étude du CNRS s'appuyant sur une série de données couvrant la période 1971-2000. En 2020, Météo-France publie une typologie des climats de la France métropolitaine dans laquelle la commune est exposée à un climat océanique altéré et est dans la région climatique Nord-est du bassin Parisien, caractérisée par un ensoleillement médiocre, une pluviométrie moyenne régulièrement répartie au cours de l’année et un hiver froid (3 °C).
Pour la période 1971-2000, la température annuelle moyenne est de 10,3 °C, avec une amplitude thermique annuelle de 15,3 °C. Le cumul annuel moyen de précipitations est de 767 mm, avec 11,8 jours de précipitations en janvier et 8,5 jours en juillet. Pour la période 1991-2020, la température moyenne annuelle observée sur la station météorologique la plus proche, située sur la commune de Saint-Cyr-sur-Morin à 7 km à vol d'oiseau, est de 11,2 °C et le cumul annuel moyen de précipitations est de 814,8 mm,. Pour l'avenir, les paramètres climatiques de la commune estimés pour 2050 selon différents scénarios d'émission de gaz à effet de serre sont consultables sur un site dédié publié par Météo-France en novembre 2022.

### Milieux naturels et biodiversité
L’inventaire des zones naturelles d'intérêt écologique, faunistique et floristique (ZNIEFF) a pour objectif de réaliser une couverture des zones les plus intéressantes sur le plan écologique, essentiellement dans la perspective d’améliorer la connaissance du patrimoine naturel national et de fournir aux différents décideurs un outil d’aide à la prise en compte de l’environnement dans l’aménagement du territoire.
Le territoire communal de Bassevelle comprend une ZNIEFF de type 1,, 
les « Bois de Boitron et Alentours du Ru de la Fonderie » (144,27 ha), couvrant 4 communes du département
, et un ZNIEFF de type 2,, 
la « vallée du Petit Morin de Verdelot à la Ferte Sous-Jouarre » (4 988,89 ha), couvrant 15 communes du département.

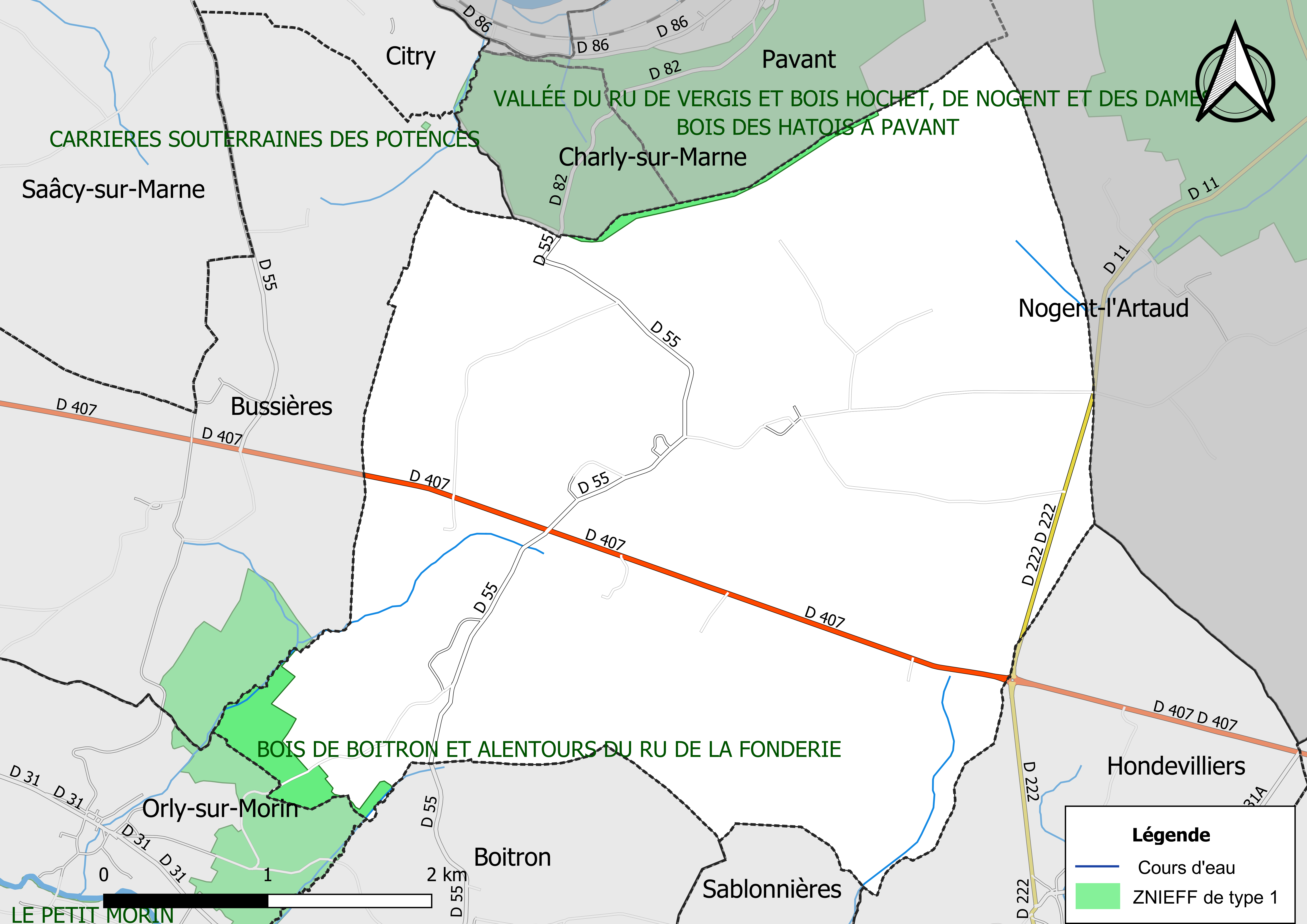
Carte des ZNIEFF de type 1 de la commune.
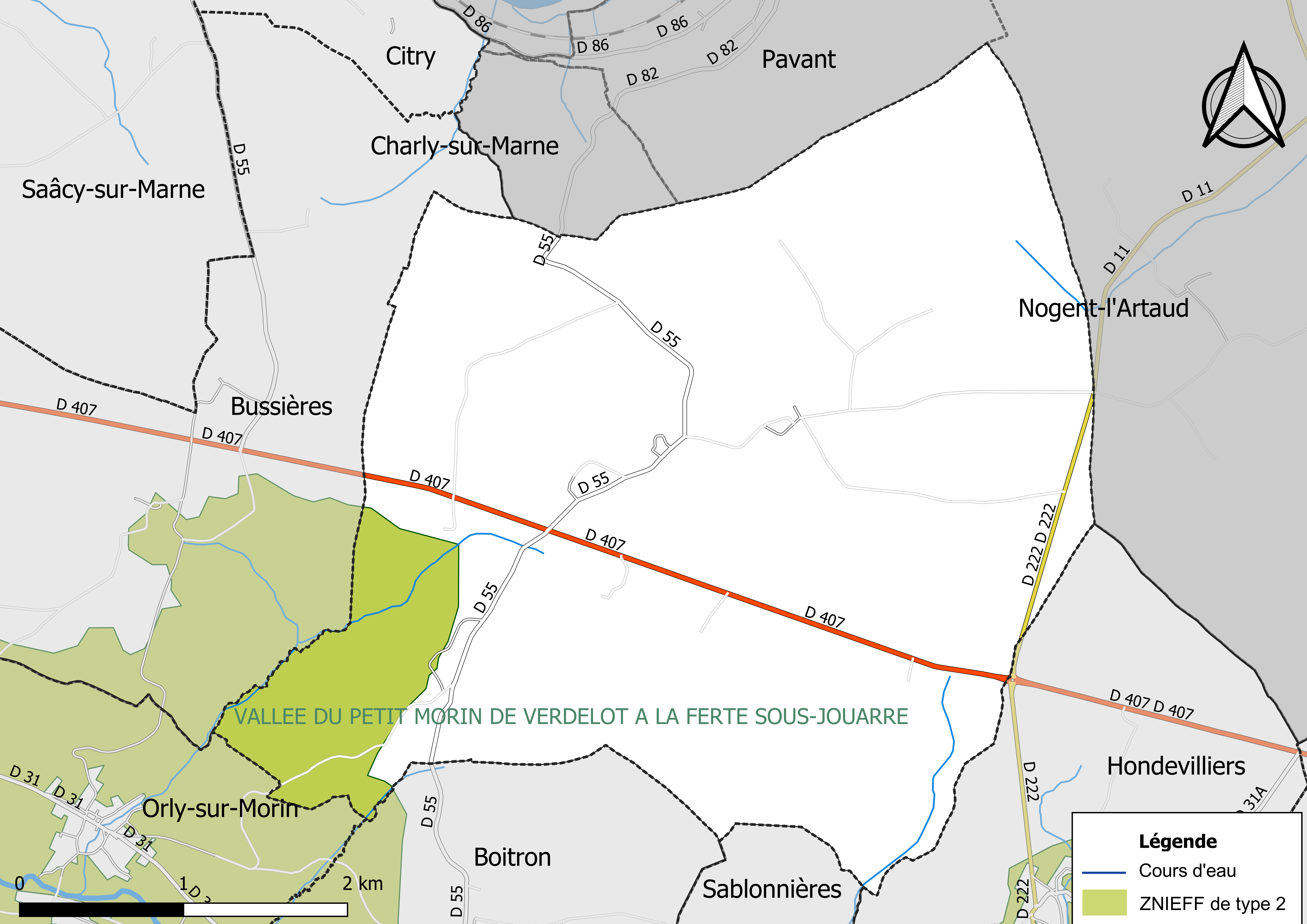
Carte des ZNIEFF de type 2 de la commune.

## Urbanisme

### Typologie
Au 1er janvier 2024, Bassevelle est catégorisée commune rurale à habitat dispersé, selon la nouvelle grille communale de densité à sept niveaux définie par l'Insee en 2022.
Elle est située hors unité urbaine. Par ailleurs la commune fait partie de l'aire d'attraction de Paris, dont elle est une commune de la couronne,. Cette aire regroupe 1 929 communes,.

### Planification
La commune, en 2019, avait engagé l'élaboration d'un plan local d'urbanisme.

### Lieux-dits et écarts
La commune compte 102 lieux-dits administratifs répertoriés consultables ici (source : le fichier Fantoir).

### Morphologie
La commune est composée de 23 hameaux, situés pour la grande majorité autour des deux départementales principales 55 et 407, issus des anciens fiefs et prieurés qui formaient le territoire. Ces hameaux sont ceux du Petit-Villiers, des Groseillers, du Petit Bassevelle, du Bourg, des Maillots, des Pauliers, de la Maltournée, de la Belle Idée, de la Boue, de Salnove, Ferme de l'Île, de la Noue, de la Fosse-Arbois, de la Croix-Verte, de la Croisellote, de Vapre, du Bois Cornouaille, de Fromentières de Montplaisir, la Verdure et du Cabaret rouge.
Les hameaux dits principaux recueillant la plus grande part de la population, des arrêts de bus ou des services ambulants sont la Belle Idée, le Petit Villiers, le Bourg, Cabaret Rouge, la Boue, la Maltournée, la Fosse Arbois, les Maillots/Verdure, les Pauliers/Croix-Verte, le Petit-Bassevelle et la Noue-Brayer.
Quant aux hameaux de Salnove, Vapré, Fromontières, Bois-Cornouaille, la Ferme de l'île, les Mousseaux et la Fosse-Arbois, ils constituent des corps de fermes habités ou non.
Parmi les 23 hameaux, on compte deux hameaux uniques totalement consacrés à un domaine précis : le hameau de la Croiselotte, ancien corps de ferme reconverti en 1996 par le club aérien des Canards Sauvages en base aérienne consacré à l'ULM, au parapente et au Deltaplane, et le hameau Montplaisir, le seul parc d'étude et de réflexion présent en France. Il en existait 31 autres dans le monde en 2010.

### Logements
En 2011, le nombre total de logements dans la commune était de 150, alors qu'il était de 140 en 2006.
Parmi ces logements, 134 (89,1 %) étaient des résidences principales, 6 (4,2 % des résidences secondaires) et 10 (6,6 %) des logements vacants. Parmi ces 150 logements, 142 (94,8 %) représentaient des maisons individuelles et 7 (2,1 %) des appartements.
Le nombre de propriétaires de leur logement était de 100 habitants (74,8 %) les locataires étaient quant à eux 31 (22,9 %) et 3 habitants (2,3 %) bénéficiaient d'un programme de gratuité de logement mis en place par l'État.

### Développement
En 2012, la commune se dotera de son propre PLU chargé de son aménagement et de son développement, remplaçant de ce fait l'ancien POS en date de 1987 qui ne répondait plus aux nouveaux besoins. Cette démarche obligatoire s'appuie sur la loi relative à la solidarité et au renouvellement urbains du 13 décembre 2000, dite loi SRU.
Actuellement, deux à trois logements se construisent sur le territoire chaque année, plus principalement sur les hameaux de la Belle Idée, et du Petit-Villiers qui sont les plus peuplés. Dès 2013, le hameau de la Belle-Idée va continuer à connaitre des constructions de logements en y accueillant un lotissement de cinq maisons. Une situation identique pour le hameau des Maillots qui accueillera lui aussi un lotissement de cinq maisons.
La toute récente place de la mairie n'en sera pas en reste puisqu'elle devrait elle aussi accueillir une quinzaine de logements dès 2014. Le développement de ces futurs lotissements est stratégique. En effet ils seront construits dans les hameaux principaux bénéficiant d'arrêt de bus et d'une proximité directe aux deux principaux axes de circulation que sont la D 407 et la D 55. La mairie souhaite donc axer ses plans de développements urbains autour des transports publics et des accès routiers.
Ces programmes consistent à soutenir l'augmentation raisonnable mais essentielle pour le village de ses habitants qui stagne depuis 1962 entre 350 et 360 habitants, tandis que sa voisine Bussières a connu ces dernières années une augmentation soutenue de sa population bien qu'en légère baisse depuis 2010.
Cependant, Bassevelle, fait partie du SCoT réunissant le Pays fertois et Le Pays de l'Ourcq depuis maintenant quatre ans. Ce programme vise le développement majeur des deux intercommunalités en jouant sur la proximité des agglomérations de Meaux, Marne-La-Vallée et Paris touchant aux domaines économiques (emplois, industries, commerces), touristiques, démographiques et de transports. L'estimation de la population d'ici 2015 est vue en hausse à +1,16 % comprise entre 450 et 500 habitants soit 90 à 100 habitants supplémentaires en 3 ans.
De plus, la proximité soulignée de ces agglomérations et surtout le taux foncier encore correct du secteur attire beaucoup plus d'habitants que ne le prévoyaient les statistiques, prenant de court le département et les autorités chargées du développement urbain. La révision du SDRIF de la région Île-de-France en 2012, table quant à lui sur une population comprise entre 500 et 1500 habitants entre 2015 et 2030 bien au-delà des espérances que s'était fixée la commune. La révision interne du PLU devra faire face à ce nouvel enjeu et cet afflux de la population. Pour rappel, le nord seine-et-marnais devrait d'ici 2030 connaître une hausse importante de sa population d'environ 150 000 habitants.

### Voies de communication et transports
Selon l'Insee, en 2011, 65,9 % de la population déclarait se déplacer régulièrement par le biais d'une voiture, 19,2 % par les transports en commun et 3 % avec un deux-roues. Enfin, 7,8 % de la population déclarait ne pas avoir de moyen de transport et 4,2 % déclarait ne se déplacer qu'à pied.

#### Accès routiers
Bassevelle est accessible depuis la D 603 (ex-RN 3) à La Ferté-sous-Jouarre puis par la D 407 en direction de Châlons-en-Champagne ainsi que depuis Nogent-l'Artaud par la D 222 et par Provins et Rebais depuis la D 55.
Par la sortie no 18 (Saint-Jean-les-Deux-Jumeaux) de l'autoroute A4, la commune est accessible en vingt minutes.

#### Transport en commun
La commune fait partie de la zone 5 des transports en commun d'Île-de-France en Île-de-France. Elle dispose de cinq arrêts de bus (Petit-Villiers, Belle Idée, Groseillers, Mairie-École et La Noue Brayer), desservis par quatre lignes de bus dont une régulière (ligne 33) et trois scolaires (26, 32, 34S) du réseau de bus Brie et 2 Morin connectant la commune aux collèges et lycées de La Ferté-sous-Jouarre et de Coulommiers mais surtout à la gare de La Ferté-sous-Jouarre  disposant de la ligne P du Transilien et de treize autres correspondances en bus.
Cette gare qui dispose de nombreuses correspondances comme la ligne P du Transilien (Paris Est - Meaux - Château-Thierry) reliant la gare de Meaux en quinze minutes et la gare de l'Est en 40 minutes. La ligne express 62 du réseau de bus Brie et 2 Morin qui relie l'accès au RER A et TGV à la Gare de Marne-la-Vallée - Chessy (Parcs Disneyland) en 35 minutes, ou encore la ligne 67 du même réseau qui relie l'aéroport Roissy Charles-de-Gaulle et sa gare TGV et RER desservie par le RER B en 55 minutes. Ainsi, la commune est reliée par le biais des transports publics en une heure en moyenne, des pôles majeurs de transport, économique et de loisir du département et d'une grande gare parisienne.
Par ailleurs, par la ligne P du Transilien, la commune se trouve aussi à moins de 7 km des autres gares SNCF de Nanteuil - Saâcy et Nogent-l'Artaud - Charly.
En 2012, 250 voyageurs en moyenne voyageaient chaque jour sur la ligne 33 du lundi au vendredi, ce qui représente environ 66 000 voyages annuels.

#### Transport spécialisé
Depuis 2009, le département a mis en place un service spécialisé payant nommé Pam 77 en remplacement de l'ancien dispositif Transdom 77. Il est destiné aux personnes souffrantes d'un handicap et souhaitant se déplacer par le biais de véhicules aménagés et d'assistants. Ce service fait partie du réseau Pour Aider à la Mobilité d'Île-de-France, créé par le STIF et la région Île-de-France. Il est géré par FlexCité 77 pour le compte du conseil général de Seine-et-Marne dans le cadre d'une délégation de service public. Le Pam 77 représente près de 100 000 voyages par an.

## Toponymie
Le nom de la localité est mentionné sous les formes Bachevel en 1186, ; Bacevel en 1275, ; Bassevel en 1469, ; Bassevel en Brie en 1505, ; « La seigneurie de Bassevelle en Brie » en 1599,.

## Histoire
En 1789, Bassevelle faisait partie de l'élection de Soissons et de la généralité de Paris[réf. nécessaire].

### Époque contemporaine
Dans la nuit du 18 au 19 juillet 1944, le bombardier Avro Lancaster B III JB318 DX-L parti de la base de RAF East Kirkby (Lincolnshire) pour bombarder des installations ferroviaires à Revigny-sur-Ornain dans la Meuse est abattu par un chasseur de nuit et s'écrase sur le territoire de la commune au lieu-dit la Boue.

## Politique et administration
La commune fait partie de la communauté de communes du Pays fertois (créée en 2001) et de l'arrondissement de Meaux.

### Liste des maires successifs
| Période                                  | Période  | Identité        | Étiquette | Qualité  |
| ---------------------------------------- | -------- | --------------- | --------- | -------- |
| Les données manquantes sont à compléter. |          |                 |           |          |
| avant 1981                               | ?        | Daniel Rondeau  |           |          |
| juin 1995                                | En cours | Bernard Richard |           | retraité |

### Instances judiciaires et administratives
Le poste de gendarmerie le plus proche est celui de La Ferté-sous-Jouarre / Charly-sur-Marne / Rebais à moins de dix minutes de la commune, de même que 
le poste de secours à La Ferté-sous-Jouarre / Viels-Maisons / Rebais.
Bassevelle relève du tribunal d'instance de Meaux, du tribunal de grande instance de Meaux, de la cour d'appel de Paris, du tribunal pour enfants de Meaux, du conseil de prud'hommes de Meaux, du tribunal de commerce de Meaux, du tribunal administratif de Melun et de la cour administrative d'appel de Paris.
Le territoire est sous la charge de la sous-préfecture de Meaux (Torcy en cas de fermeture momentanée) et la préfecture de Melun.

## Équipements et services

### Eau et assainissement
L’organisation de la distribution de l’eau potable, de la collecte et du traitement des eaux usées et pluviales relève des communes. La loi NOTRe de 2015 a accru le rôle des EPCI à fiscalité propre en leur transférant cette compétence. Ce transfert devait en principe être effectif au 1er janvier 2020, mais la loi Ferrand-Fesneau du 3 août 2018 a introduit la possibilité d’un report de ce transfert au 1er janvier 2026,.

#### Assainissement des eaux usées
En 2020, la commune de Bassevelle ne dispose pas d'assainissement collectif,.
L’assainissement non collectif (ANC) désigne les installations individuelles de traitement des eaux domestiques qui ne sont pas desservies par un réseau public de collecte des eaux usées et qui doivent en conséquence traiter elles-mêmes leurs eaux usées avant de les rejeter dans le milieu naturel. La communauté d'agglomération Coulommiers Pays de Brie (CACPB) assure pour le compte de la commune le service public d'assainissement non collectif (SPANC), qui a pour mission de vérifier la bonne exécution des travaux de réalisation et de réhabilitation, ainsi que le bon fonctionnement et l’entretien des installations,,.

#### Eau potable
En 2020, l'alimentation en eau potable est assurée par le syndicat de l'Eau de l'Est seine-et-marnais (S2E77) qui gère le service en régie,,.

## Population et société

### Démographie

#### Évolution démographique
Les habitants sont appelés les Bassevellois.
Selon le plan de prévision du SCoT Pays fertois-Ourcq d'ici 2015, la population devrait-être comprise entre 450 et 500 habitants (+90-150 habitants supplémentaires) soit une hausse de 1,16 % par rapport à 2009.
Par ailleurs, entre 2015 et 2030, c'est la révision du nouveau SDRIF 2012 « Grand Paris » qui table lui sur une hausse importante de la population qui devrait à terme être comprise entre 500 et 1 500 habitants, soit l'équivalent d'une augmentation de presque 1000 habitants en 15 ans.
L'évolution du nombre d'habitants est connue à travers les recensements de la population effectués dans la commune depuis 1793. Pour les communes de moins de 10 000 habitants, une enquête de recensement portant sur toute la population est réalisée tous les cinq ans, les populations de référence des années intermédiaires étant quant à elles estimées par interpolation ou extrapolation. Pour la commune, le premier recensement exhaustif entrant dans le cadre du nouveau dispositif a été réalisé en 2008.

En 2022, la commune comptait 385 habitants, en évolution de +9,38 % par rapport à 2016 (Seine-et-Marne : +3,92 %, France hors Mayotte : +2,11 %).
| 1793 | 1800 | 1806 | 1821 | 1831 | 1836 | 1841 | 1846 | 1851 |
| ---- | ---- | ---- | ---- | ---- | ---- | ---- | ---- | ---- |
| 365  | 348  | 347  | 368  | 411  | 438  | 442  | 464  | 432  |

| 1856 | 1861 | 1866 | 1872 | 1876 | 1881 | 1886 | 1891 | 1896 |
| ---- | ---- | ---- | ---- | ---- | ---- | ---- | ---- | ---- |
| 458  | 459  | 440  | 418  | 432  | 399  | 422  | 412  | 412  |

| 1901 | 1906 | 1911 | 1921 | 1926 | 1931 | 1936 | 1946 | 1954 |
| ---- | ---- | ---- | ---- | ---- | ---- | ---- | ---- | ---- |
| 392  | 372  | 368  | 314  | 316  | 357  | 341  | 352  | 362  |

| 1962 | 1968 | 1975 | 1982 | 1990 | 1999 | 2006 | 2008 | 2013 |
| ---- | ---- | ---- | ---- | ---- | ---- | ---- | ---- | ---- |
| 363  | 333  | 235  | 235  | 333  | 354  | 352  | 351  | 342  |

| 2018 | 2022 | - | - | - | - | - | - | - |
| ---- | ---- | - | - | - | - | - | - | - |
| 377  | 385  | - | - | - | - | - | - | - |

#### Pyramide des âges
En 2018, le taux de personnes d'un âge inférieur à 30 ans s'élève à 37,6 %, soit en dessous de la moyenne départementale (39,6 %). À l'inverse, le taux de personnes d'âge supérieur à 60 ans est de 19,9 % la même année, au niveau communal et départemental.
En 2018, la commune comptait 202 hommes pour 175 femmes, soit un taux de 53,58 % d'hommes, largement supérieur au taux départemental (48,69 %).
Les pyramides des âges de la commune et du département s'établissent comme suit.
| Hommes | Classe d’âge | Femmes |
| ------ | ------------ | ------ |
| 1,0    | 90 ou +      | 2,3    |
| 2,5    | 75-89 ans    | 2,3    |
| 16,3   | 60-74 ans    | 15,4   |
| 23,8   | 45-59 ans    | 21,7   |
| 15,8   | 30-44 ans    | 24,0   |
| 21,3   | 15-29 ans    | 14,3   |
| 19,3   | 0-14 ans     | 20,0   |

| Hommes | Classe d’âge | Femmes |
| ------ | ------------ | ------ |
| 0,4    | 90 ou +      | 1,2    |
| 4,9    | 75-89 ans    | 6,5    |
| 13,6   | 60-74 ans    | 14,3   |
| 20,2   | 45-59 ans    | 19,8   |
| 20,1   | 30-44 ans    | 20,6   |
| 19,2   | 15-29 ans    | 17,9   |
| 21,7   | 0-14 ans     | 19,7   |

### Enseignement
La commune fait partie de l'académie de Créteil et de la zone C pour les congés scolaires. En 2010, la commune comptait 86 élèves ou étudiants de la maternelle à l'université. 20 personnes disposaient du brevet des collèges (8 %), 32 personnes disposaient du baccalauréat général ou professionnel (12,9 %), et 79 personnes disposaient d'un BEP/CAP (31,7 %) et enfin 49 personnes ne disposaient d'aucun diplôme (16,9 %). L'importance des BEP/CAP sur la commune est due au fait que la majorité de la population du XXe siècle résidant dans la commune n'avait les moyens ou la vocation d'intégrer des études supérieures, le travail manuel dans l'artisanat et l'agriculture étant privilégié et sollicité, l'ancrage rural était important jusqu'aux années 1980. En 2013, les 2/3 des collégiens obtenaient leur brevet des collèges, et près de 90 % des terminales de la commune toute filière confondue obtenait leur baccalauréat. Bien que ces chiffres soient en nette hausse dans le second degré, beaucoup de jeunes ne désirent pas continuer de longues études dans le supérieur.
Par ailleurs, elle est adhérente d'un RPI (regroupement pédagogique intercommunal) avec la commune voisine de Bussières.
L'école regroupe toutes les sections maternelles ainsi que la classe de CP et possède également la cantine, gérée par l'association des Marmitons. L'école de la commune de Bussières regroupe les CE1, CE2, CM1 et CM2. Lors de l'année scolaire 2011-2012, les deux écoles réunissaient près de 125 enfants au total.
Le département dans le cadre de son plan « SCOL-R » a mis en place une ligne scolaire baptisée « S7725005 » destinée à relier les deux écoles de Bussières et Bassevelle et tous les arrêts de bus des communes pour faciliter le récupérage des enfants pour les parents n'ayant pas de véhicules.
Avec l'arrivée des nouvelles populations sur les deux communes, il est prévu à la rentrée 2013 l'ouverture d'une garderie pour les enfants à l'école de Bassevelle.
Pour le secondaire, les élèves sont rattachés aux collèges de La Ferté-sous-Jouarre dont pour la majorité le collège La Rochefoucauld, faisant office de collège de secteur. Ils peuvent également sur demande intégrer le collège des Glacis qui est le deuxième établissement public de la ville, ou encore le collège privée Sainte-Céline, situé dans le centre-ville. Avec la saturation des collèges de la ville, le département a mis en place une ligne scolaire spéciale nommée « S7740003 », créée à la rentrée 2012, ayant pour but de desservir le collège Jean-Campin de La Ferté-Gaucher (hors secteur à une vingtaine de kilomètres de la commune) qui propose une formation classique ainsi qu'une formation SEGPA destinée pour les élèves en difficultés. Cette ligne dessert les communes de Bassevelle, Orly-sur-Morin, Bellot et Rebais.
Concernant les lycées, les jeunes sont dirigés vers le lycée de secteur Samuel-Beckett de La Ferté-sous-Jouarre mais peuvent également rejoindre le lycée privée et général Sainte-Céline. Cependant, la plupart se dirigent vers les établissements de Meaux (cité scolaire Coubertin, Moissan, Baudelaire, Jean-Vilar, Jean-Rose, Bossuet) et de Coulommiers (Ferry et Cormier) qui offrent des formations plus larges et complètes.
De plus, La commune se trouve à proximité de 3 CFA à Meaux, Ocquerre et Coulommiers pour ceux souhaitant une formation professionnelle différente à celles proposées dans les lycées généraux, techniques et professionnels.
Par la suite les lycéens titulaires du baccalauréat, poursuivent leurs études dans les facs de secteur au université Paris-Est - Pôle de Marne-la-Vallée (Champs-sur-Marne), à l'université Paris 8 (Saint-Denis - Vincennes) et à l'UPEC (ex-Paris-12) (Créteil). Mais également vers les universités et écoles de Paris. Dans la commune, 50 personnes ont poursuit des études dans le supérieur dont 38 (15,2 %) dans des études courtes (inférieur à 3 ans), et 12 (4,8 %) dans des études longues (supérieur à 3 ans).

### Manifestations culturelles et festivités
Depuis 2002, Bassevelle organise tous les trois ans la célèbre fête de la Moisson rencontrant un franc succès.
Lors de cet événement, des démonstrations de matériaux anciens y sont présentés, des techniques anciennes, dégustation de produit du terroir, messes commémoratives, stands, ateliers, concours et défilés très appréciés du public ainsi que les présentations des derniers engins en vogue dans l'agriculture française.
Les 24 août 2002 et 24 août 2003, entre 7 000 et 10 000 personnes sont venus assister à cette fête ces années là.
Le 27 août 2006, entre 5 000 et 7 000 personnes sont venus assister à cette fête cette année-là.
Régulièrement, des messes et concerts sont célébrés dans l'église Sainte-Croix, grâce à son orgue daté de 1788. Des concerts musicaux et divers événements tels que les commémorations du 14-Juillet ou les fêtes de Noël pour les enfants de l'école sont donnés au foyer communal de Bassevelle.
Également, d'autres événements tels que des brocantes sont organisés de temps à autre.

### Santé
Dans un département confronté au Désert médical, la commune reste épargnée du manque de services hospitaliers et médicaux, de nombreuses communes situées à moins de dix kilomètres proposent pharmacies, médecins, et ambulances. Des services essentiellement basée dans les communes de La Ferté-sous-Jouarre, Jouarre, Saacy-sur-Marne, Saint-Cyr-sur-Morin et Charly-sur-Marne.
En cas d'accident grave, Le SAMU est en lien direct avec la caserne des pompiers de La Ferté-sous-Jouarre et l'hôpital de Coulommiers situé à 24 km de Bassevelle pour un temps d'intervention rapide de l'ordre de 8 à 10 minutes selon la localité dans la commune.
Par ailleurs, d'autres hôpitaux sont présents à Château-Thierry (23 km) et à Meaux (30 km). Des hôpitaux réservés aux soins spécialisés sont également présents à Villiers-Saint-Denis (11 km) et aux personnes âgés à Jouarre (8 km).
Des cliniques privées assurent également leurs services de soins à Meaux et Mareuil-lès-Meaux.

### Sports et loisirs
La commune dispose d'un club intercommunal de gymnastique (CIG) ainsi que d'un club de vol libre situé dans le hameau des Groseillers.
Par ailleurs, elle dispose d'un terrain omnisports (terrain de football, de basket-tennis-handball) et d'un coin pour les enfants (« cage à écureuil » et bac à sable).
Bassevelle est parcourue par le chemin de randonnée no 3 de la boucle Sud-Est sur une distance de 30 km depuis La Ferté-sous-Jouarre.

### Médias

#### Presse écrite
La presse écrite locale couvre Bassevelle et ses environs. Le journal Le Parisien édition Seine-et-Marne fait figure du quotidien majeur du département. Plus localement, Le journal hebdomadaire La Marne basée à Meaux couvre entièrement le Nord du département en consacrant 2 à 4 pages au canton fertois. Le journal Le Pays Briard qui traite l'actualité de la Brie seine-et-marnaise, consacre une à deux pages aux actualités du canton fertois également. Même si Bassevelle bénéficie d'une forte identité briarde, il n'en est pas sans rappeler sa forte proximité à la Champagne (Pavant, Charly-sur-Marne, Nogent-l'Artaud), le journal L'Union relate de temps à autre les actualités du village dans les pages concernant les cantons de Chateau-Thierry et Charly-sur-Marne.

#### Télévision
Au niveau de la télévision, on trouvait également une chaîne locale nommé Meaux TV77, approuvé par le CSA à émettre dès le 9 juin 2009, mais à la suite d'une cessation de paiements le 14 décembre dernier, un jugement du 14 mars 2012, le tribunal de commerce de Melun a prononcé la conversion de la procédure de redressement judiciaire de la société TV77 en procédure de liquidation judiciaire faute de repreneurs potentiels. La chaîne était disponible sur la TNT (canal 20) ainsi que sur internet.
Concernant la télévision plus générale, Bassevelle est couverte par la TNT depuis le 8 mars 2011, et dépend de l'émetteur de télévision de Méry-sur-Marne. Cependant, elle peut parfois subir les perturbations d'autres émetteurs se trouvant à proximité du village comme ce fut le cas en 2011 et jusqu'à la mi-2012 lors de fortes chaleurs perturbant anormalement l'émetteur de Mareuil-lès-Meaux provoquant la perte de signaux de certaines chaînes nationales et de la TNT durant la journée.

#### Radio
La chaîne de radio 77FM émet depuis 2003 sur l'ensemble du département. Elle est disponible à la fréquence 95,8 MHz. Évasion FM couvre quant à elle la région parisienne, elle est disponible à la fréquence de La Ferté-sous-Jouarre, 88,0 MHz.

## Économie

### Revenus de la population et fiscalité
En 2010, le revenu fiscal médian par ménage était de 39 592 €, ce qui plaçait Bassevelle au 2 700e rang parmi les 31 525 communes de plus de 39 ménages en métropole.

### Emploi
En 2009, la population âgée de 15 à 64 ans s'élevait à 240 personnes, parmi lesquelles on comptait 77,8 % d'actifs dont 72,0 % ayant un emploi et 5,9 % de chômeurs.
On comptait 51 emplois dans la zone d'emploi, contre 64 en 1999. Le nombre d'actifs ayant un emploi résidant dans la zone d'emploi étant de 174, l'indicateur de concentration d'emploi est de 29,2 %, ce qui signifie que la zone d'emploi n'offre qu'un peu plus d'un emploi pour quatre habitants actifs.

### Secteurs d'activité
Au 31 décembre 2017, Bassevelle compte 9 établissements actifs : 6 dans l'agriculture, 1 dans la construction et 2 dans le secteur administratif.

#### Agriculture
Bassevelle est dans la petite région agricole dénommée la « Brie laitière » (anciennement Brie des étangs), une partie de la Brie à l'est de Coulommiers. En 2010, l'orientation technico-économique de l'agriculture sur la commune est la culture de céréales et d'oléoprotéagineux (COP).
Si la productivité agricole de la Seine-et-Marne se situe dans le peloton de tête des départements français, le département enregistre un double phénomène de disparition des terres cultivables (près de 2 000 ha par an dans les années 1980, moins dans les années 2000) et de réduction d'environ 30 % du nombre d'agriculteurs dans les années 2010. Cette tendance n'est pas confirmée au niveau de la commune qui voit le nombre d'exploitations rester constant entre 1988 et 2010. Parallèlement, la taille de ces exploitations augmente, passant de 144 ha en 1988 à 186 ha en 2010.
Le tableau ci-dessous présente les principales caractéristiques des exploitations agricoles de Bassevelle, observées sur une période de 22 ans : 
|                                      | 1988  | 2000  | 2010  |
| ------------------------------------ | ----- | ----- | ----- |
| Dimension économique,                |       |       |       |
| Nombre d’exploitations (u)           | 14    | 13    | 14    |
| Travail (UTA)                        | 28    | 31    | 25    |
| Surface agricole utilisée (ha)       | 2 011 | 2 270 | 2 607 |
| Cultures                             |       |       |       |
| Terres labourables (ha)              | 1 928 | 2 181 | 2 520 |
| Céréales (ha)                        | 1 241 | 1 388 | 1 735 |
| dont blé tendre (ha)                 | 916   | 994   | 1107  |
| dont maïs-grain et maïs-semence (ha) | 163   | 228   | 357   |
| Tournesol (ha)                       | s     |       |       |
| Colza et navette (ha)                | 37    | s     | s     |
| Élevage                              |       |       |       |
| Cheptel (UGBTA)                      | 324   | 270   | 149   |

## Culture locale et patrimoine

### Lieux et monuments

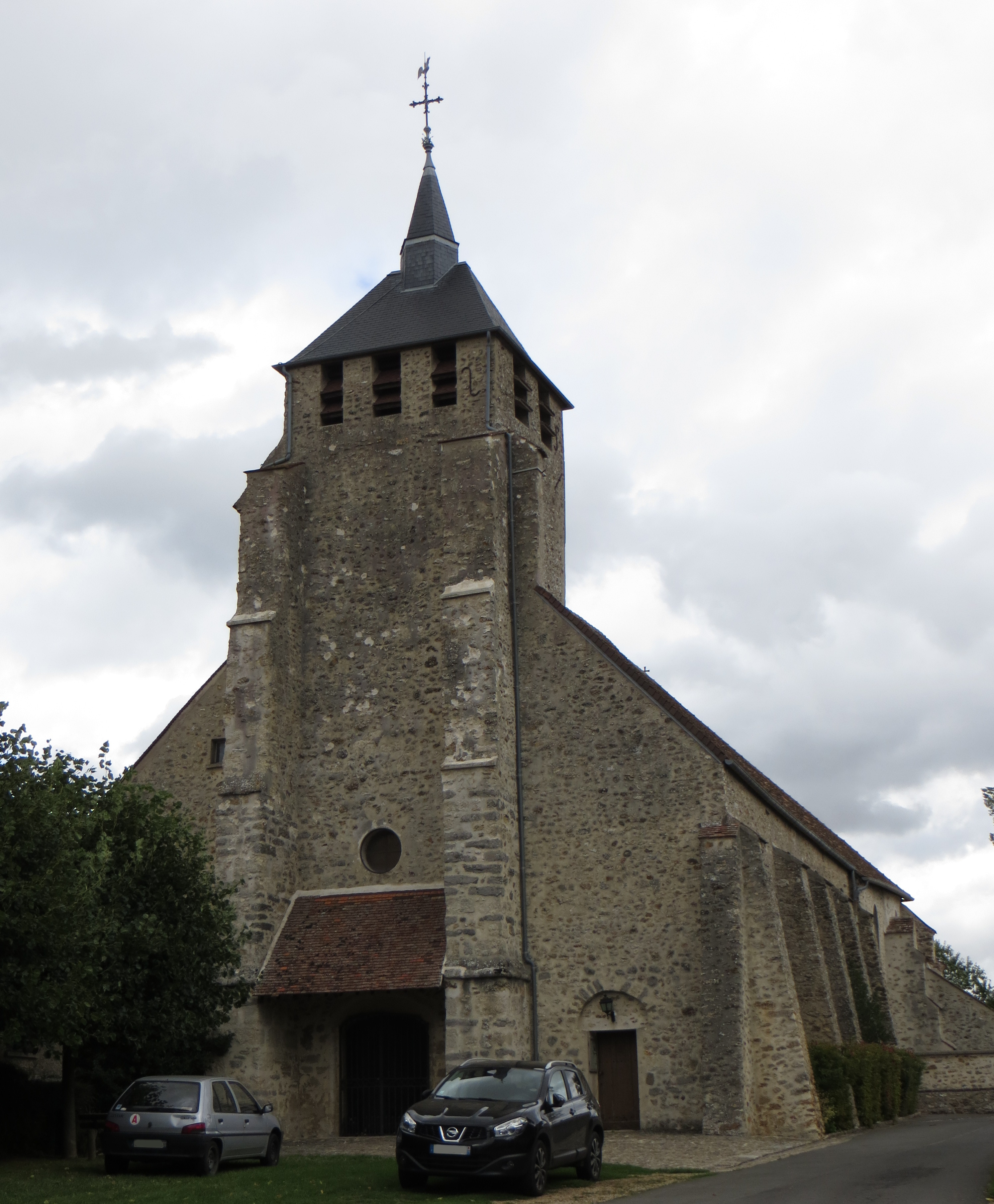
Église Sainte-Croix.

La commune ne contient ni lieu ni monument répertorié à l'inventaire des monuments historiques ou à l'inventaire général du patrimoine culturel mais un objet classé à l'inventaire des monuments historiques le 6 juin 1987 :  la partie instrumentale de l'orgue de l'église Sainte-Croix ; daté de 1788, il a été restauré en 2000. Cet orgue est le plus tardif de l'Ancien Régime que l'on trouve en Seine-et-Marne.
Le village dispose également d'un monument aux morts.

#### Mémorial Britannique
« Le mémorial est composé d'une pierre meulière extraite du sous-sol de la commune. Elle a été dressée et porte des morceaux du Lancaster et deux plaques de bronze vieilli qui rappellent l'évènement et les noms des sept membres d'équipage. Ce mémorial a été inauguré le 18 juillet 1999 en présence des familles anglaises et du mitrailleur arrière, Leonard Manning ».

#### Phare aéronautique

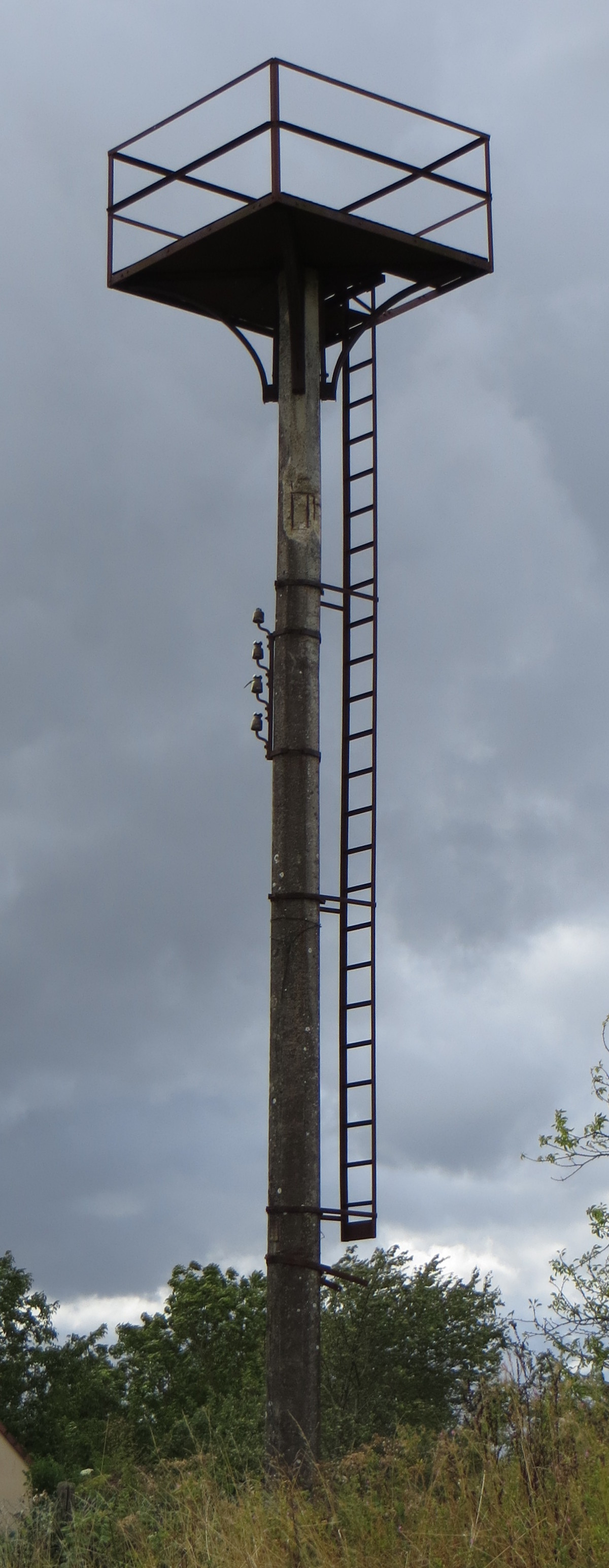
Phare aéronautique.

Curiosité locale, ce phare construit en 1929 au hameau des Maillots servit de repère de navigation aérien à vue, de nuit ou par temps brumeux durant la Seconde Guerre mondiale. Constitué d'un pylône en ciment, haut de 10 mètres, il est composé d'une plateforme accueillant une source de lumière alimentée par acétylène, néon ou électricité. L'éclat de cette lumière était entrecoupé suivant le type de phare, transmettant ainsi un code morse permettant au pilote d'identifier sa localisation mais aussi la direction.
Le phare est toujours présent malgré sa vétusté due au climat et au manque d'entretien ; il est possible néanmoins de le découvrir et d'y grimper lors des Journées du Patrimoine.
En France, ils furent, dans un premier temps, destinés à l'Aéropostale et les premières lignes aériennes régulières (Londres-Paris). Ancêtres des moyens de radionavigation actuels, ils étaient allumés peu de temps avant le passage de l'avion, par un habitant local (instituteur, garde-champêtre, meunier) qui en recevait la demande par la Poste ou Télégramme.

#### Parc d'étude et de réflexionLa Belle Idée
Un parc d'étude et de réflexion international nommé La Belle Idée est un lieu de spiritualité faisant partie des 32 existants dans le monde, ce parc est le seul présent en France. Des évènements sont régulièrement organisés, des travaux de réflexion spirituelle, sur l'Homme et autres sont donnés toutes les semaines notamment le week-end.
Le parc se situe au 847 route de Montmirail (D407) - hameau Montplaisir.
Par transport, arrêt Belle Idée. Des navettes sont mises en place le week-end matin et soir, en relation avec la gare de Nanteuil - Saâcy.

### Personnalités liées à la commune
- Médard Chouart des Groseilliers (1618-1696), explorateur et coureur des bois, a habité à la ferme des Groseilliers dans le nord-est du village.
- Gérard Filippelli (1942), membre des Charlots, a résidé au Petit-Villiers.
- Lisette Malidor (1944), danseuse, chanteuse, meneuse de revue et actrice, a vécu à Bassevelle quelques années, avant de partir vivre à La Ferté-Gaucher.

### Héraldique, devise et logotype
| Armes de Bassevelle | Les armes de Bassevelle se blasonnent ainsi : De gueules à la croix d’or, chapé d’azur chargé d’une aigle bicéphale d’argent, au chef palé d’argent et de gueules à la bande d’or brochant sur le palé. Les ornements : l'écu est surmonté de la couronne murale d'or, encadré d'une gerbe de blé à dextre et d'une gerbe de roseaux-massues au senestre, le tout d'or, mis en sautoir et lié du champ. Le blé honore l'agriculture, omniprésente sur le territoire de la commune. La couronne de tours est le symbole des villes et villages. |